# Josef Stiegler
Josef „Pepi“ Stiegler (* 20. dubna 1937, Lienz, Rakousko) je bývalý rakouský alpský lyžař. Je držitelem tří olympijských medailí.
Největšího triumfu dosáhl na hrách v Innsbrucku roku 1964, kde vyhrál závod ve slalomu. Z olympiády ve Squaw Valley v roce 1960 má stříbro z obřího slalomu. V Innsbrucku pak bral v této disciplíně bronz. V roce 1964 byl vyhlášen rakouským sportovcem roku. Roku 1965 se přestěhoval do Spojených států a stal prvním ředitelem lyžařské školy v Jackson Hole ve Wyomingu. Tuto funkci držel 29 let. Ze školy zcela odešel až roku 2002. V roce 1993 mu byla diagnostikována roztroušená skleróza. Ve věku 66 let získal v květnu 2003 bakalářský titul v oboru anglické literatury na Montana State University v Bozemanu. Jeho dcera Resi (nar. 1985) se rovněž stala alpskou lyžařkou a olympioničkou, závodila ovšem již za Spojené státy americké.